# South Kingstown
South Kingstown är en kommun (town) i Washington County i delstaten Rhode Island, USA med cirka 27 921 invånare (2000). South Kingstown är den största orten i Washington County. 